# Kantongerecht Kampen
Het kantongerecht Kampen was van 1838 tot 1934 een van de kantongerechten in Nederland. Het gerecht kreeg in 1880 een eigen gebouw, ontworpen door J.F. Metzelaar. Kampen was een kanton der 3de klasse. Bij de oprichting in 1838 was Kampen het tweede kanton van het arrondissement Zwolle.

## Het kanton
Kantons werden in Nederland ingevoerd in de Franse tijd. In ieder kanton zetelde een vrederechter. Toen de vrederecher in 1838 werd vervangen door de kantonrechter werden het aantal kantons aanzienlijk ingekrompen. Het oude kanton Kampen bleef echter ongewijzigd en werd in zijn geheel het rechtsgebied van de nieuwe kantonrechter. Het bestond uit de gemeenten: Kampen, Kamperveen, Schokland, IJsselmuiden, Grafhorst, Zalk en Veecaten, Wilsum en Genemuiden.
In 1877 vond er een grote herindelingsoperatie plaats, waarbij het aantal kantons opnieuw fors verminderde. Ook in deze operatie veranderde er niets in Kampen. Naburige gerechten, bijvoorbeeld het kantongerecht Vollenhove werden opgeheven, Kampen bleef wat het was, het tweede kanton van Zwolle.
In 1933 was er een tweede reorganisatie. Deze keer was Kampen wel betrokken. Het kantongerecht werd opgeheven en het kanton werd in zijn geheel toegevoegd aan het kanton Zwolle.